# Idioma gamilaraay
El idioma Gamilaraay o Kamilaroi es un idioma pama-ñungano del subgrupo wiradhúrico que se encuentra principalmente en el sureste de Australia. . Es el idioma tradicional de los Gamilaraay (Kamilaroi), un pueblo aborigen australiano. Se ha señalado como en peligro de extinción, pero el número de hablantes aumentó de 87 en el censo australiano de 2011 a 105 en el censo australiano de 2016. Miles de australianos se identifican como Gamilaraay y el idioma se enseña en algunas escuelas.
Wirray Wirray, Guyinbaraay, Yuwaalayaay, Waalaraay y Gawambaraay son dialectos; Yuwaalaraay/Euahlayi es un idioma estrechamente relacionado.